# Maria Kirchgasser
Maria Kirchgasser-Pichler (Radstadt, 26 de noviembre de 1970) es una deportista austríaca que compitió en snowboard.
Ganó una medalla de bronce en el Campeonato Mundial de Snowboard de 1997, en la prueba de campo a través. Participó en los Juegos Olímpicos de Salt Lake City 2002, ocupando el quinto lugar en el eslalon gigante paralelo.

## Medallero internacional
| Campeonato Mundial | Campeonato Mundial   | Campeonato Mundial | Campeonato Mundial |
| Año                | Lugar                | Medalla            | Prueba             |
| ------------------ | -------------------- | ------------------ | ------------------ |
| 1997               | San Candido (Italia) | Medalla de bronce  | Campo a través     |